# Modinha

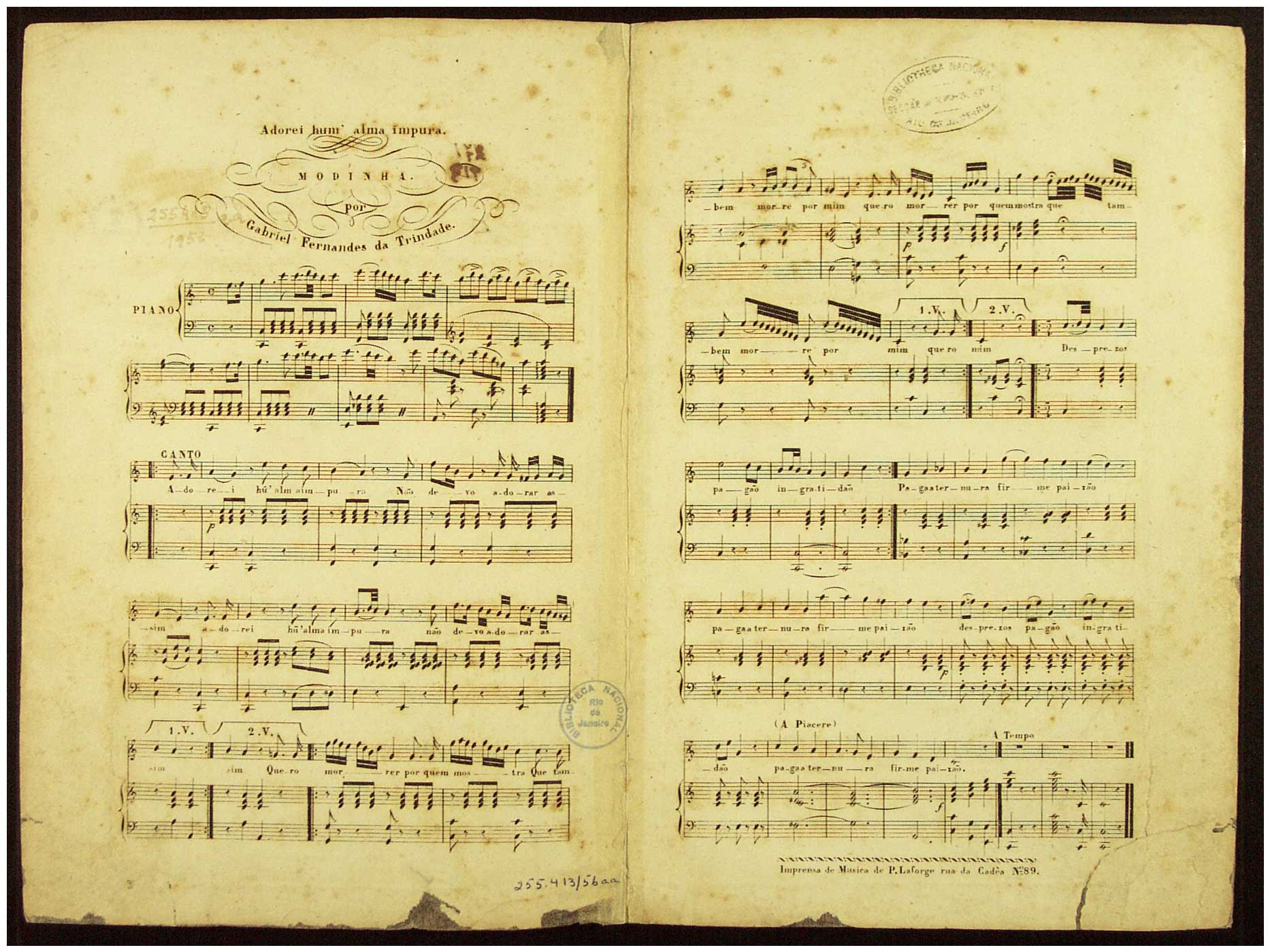
Modinha Adorei uma alma impura, komponiert von Gabriel Fernandes da Trindade (PAMM-19).

Die Modinha ist ein sentimental-lyrisches brasilianisches Lied, das um 1750 in städtischem Umfeld entstand.
Sie hat ihren Ursprung in einer beliebten Liedform des kolonialen und kaiserlichen Brasilien.
Die Modinha weist deutlich höfische Einflüsse des 18. Jahrhunderts auf und entwickelte sich oft zu Kinder- und Wiegenliedern. Typisches Begleitinstrument ist die brasilianische Gitarre Violão oder in neuerer Zeit das Klavier. Für Gesang und Gitarre hat Heitor Villa-Lobos 1925 eine Modinha (= Serestas Nr. 5) veröffentlicht.